# Maximilien Henri Nicolas Jacob
Pour les articles homonymes, voir Jacob (homonymie).
 Maximilien Henri Nicolas Jacob , né le 2 février 1765 à Trilport (Seine-et-Marne), mort le 9 octobre 1796 à Paris, est un général de brigade de la Révolution française.

## Biographie
Après s'être engagé, il devient caporal tambour. Il sert à l'Armée du Nord.
Il est promu général de brigade le 5 septembre 1793, à l'Armée du Nord.
Il arrive en Vendée en janvier 1794 avec la division de Joseph Crouzat et participe aux colonnes infernales sous les ordres du général Cordellier.
Fin juillet 1794, après la suspension de Crouzat, il est placé à la tête du camp de La Roullière près des Sorinières, au sud de Nantes. Cependant il quitte régulièrement son poste pour se rendre à des rendez-vous galants à Nantes et à Angers. Son dossier militaire contient également des plaintes pour non-remboursements de prêts.
Le 8 septembre, le camp de La Roullière est attaqué par les Vendéens de Charette. Jacob n'arrive au camp que peu de temps avant le début des combats « en joyeuse compagnie de dames nantaises ». Ses troupes sont mises en déroute, laissant derrière elles des centaines de morts.
Jacob parvient à s'enfuir, mais il est dénoncé au Comité de salut public par la société de Saint-Vincent-la-Montagne. Le 11 octobre, il est suspendu et mis aux arrêts sur ordres des représentants en mission Dornier, Guyardin et Auger « considérant qu'il résulte des renseignements acquis que la cause première et principale de cet échec est la négligence du général Jacob, qui commande le camp, son absence fréquente et presque habituelle de son poste, pour se livrer à la dissipation et aux plaisirs dans la ville de Nantes ». Il reste 18 mois et 20 jours en prison sans être jugé. 
Finalement, sur recommandation du général Canclaux, le Ministre de la guerre Aubert du Bayet lève sa suspension le 17 mars 1796 et l'autorise à prendre sa retraite. 
Le 13 mars 1796, il est libéré de prison et autorisé à prendre sa retraite. Les 9 et 10 septembre 1796, il est impliqué dans l'affaire du camp de Grenelle, lors de la conjuration des Égaux, animée par Gracchus Babeuf. Condamné à mort, il est fusillé le 9 octobre 1796.